# Zschopau (Fluss)
Die Zschopau (der Ursprung des Namens ist nicht genau belegt, möglicherweise slawisch skapp „Felsen, Klippe“ oder sorb. Šučici „die Rauschende, Tosende“)  ist ein linker, 130 km langer Zufluss der Freiberger Mulde in Sachsen (Deutschland), die sie mit einer Wasserführung von 23,8 m³/s (gegenüber 10,3 m³/s der Freiberger Mulde oberhalb der Mündung) mehr als verdreifacht. Die Zschopau entwässert ein Einzugsgebiet von 1847 km².

## Verlauf

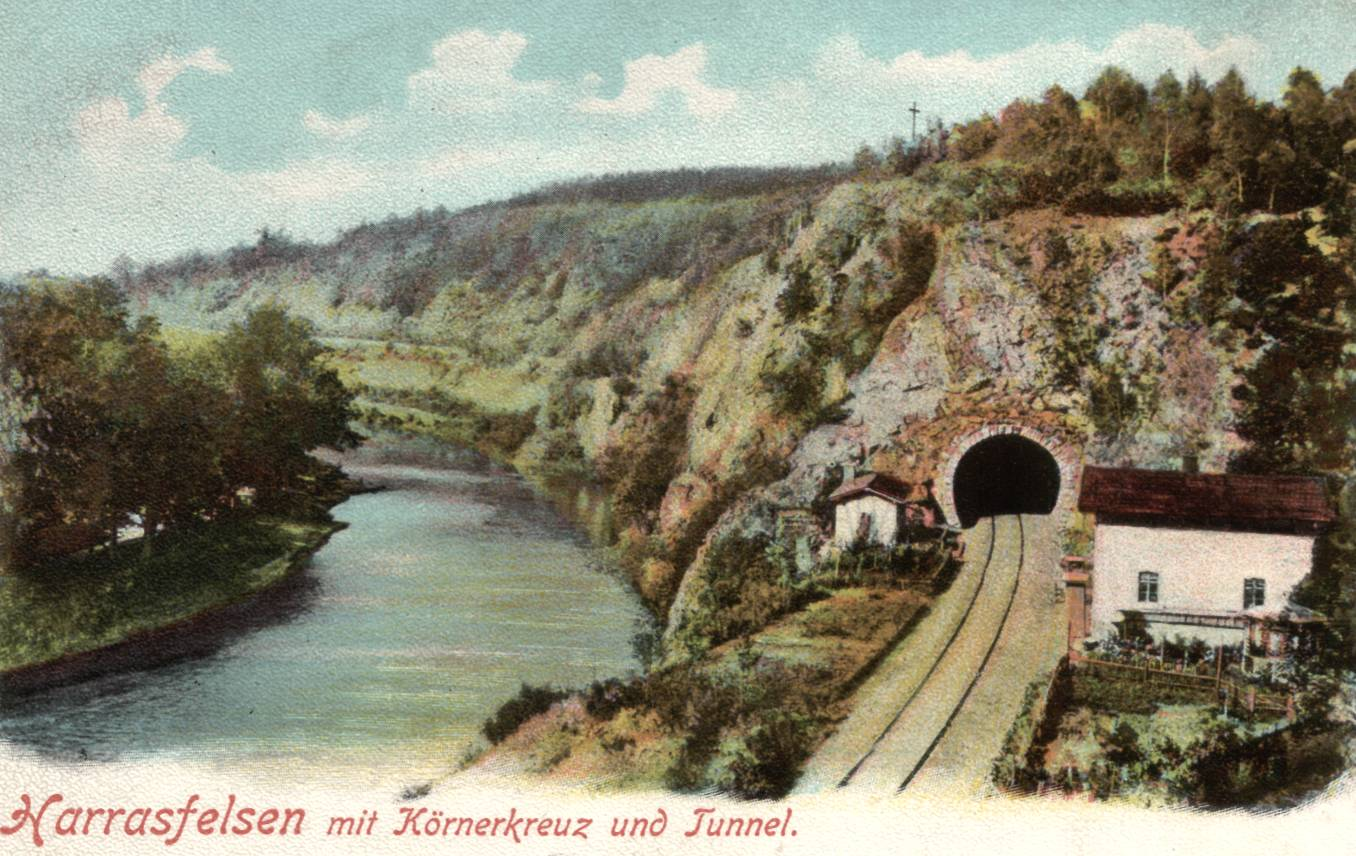
Harrasfelsen mit Körnerkreuz auf einer Postkarte um 1905

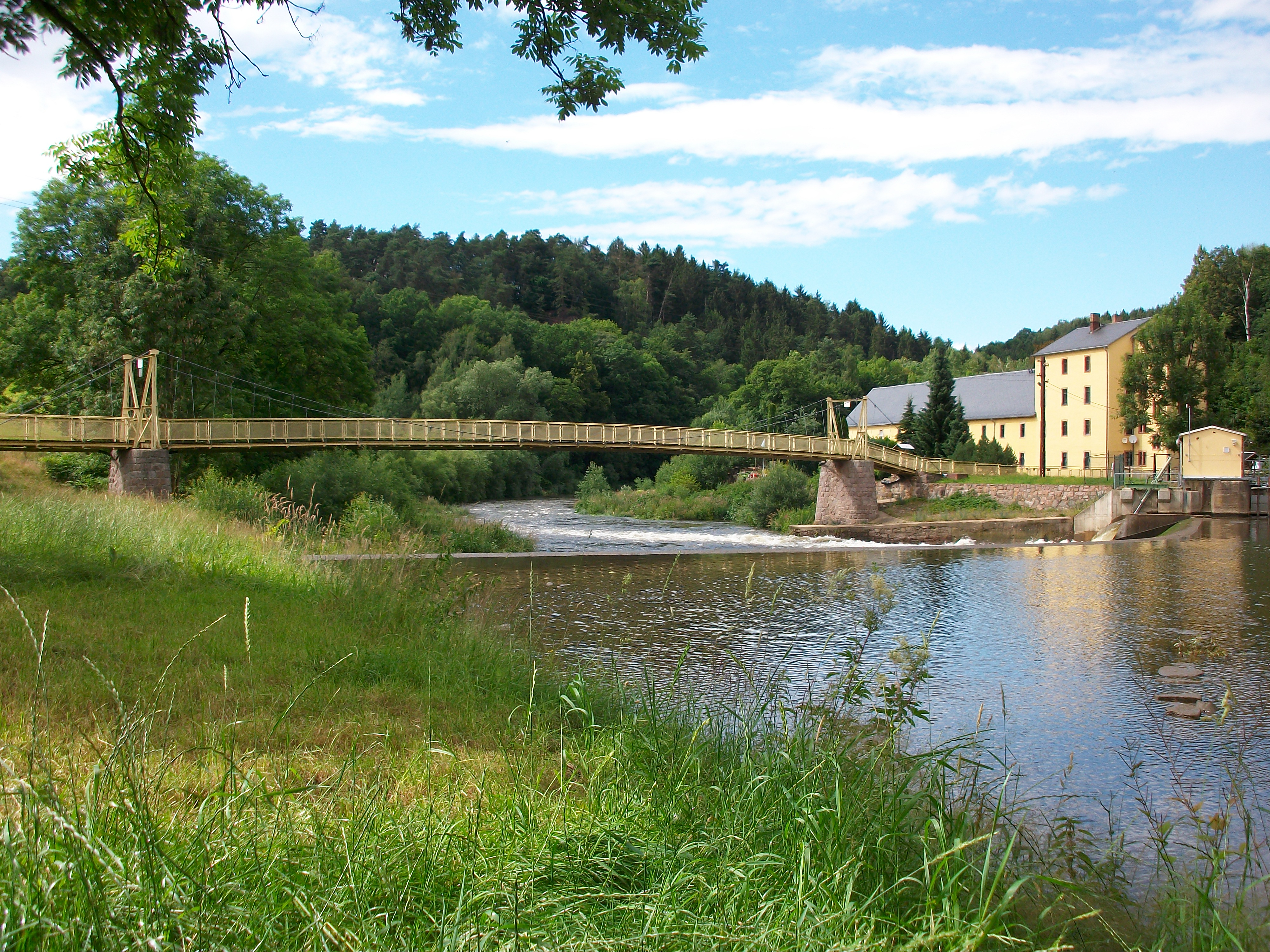
Hängebrücke bei Mittweida

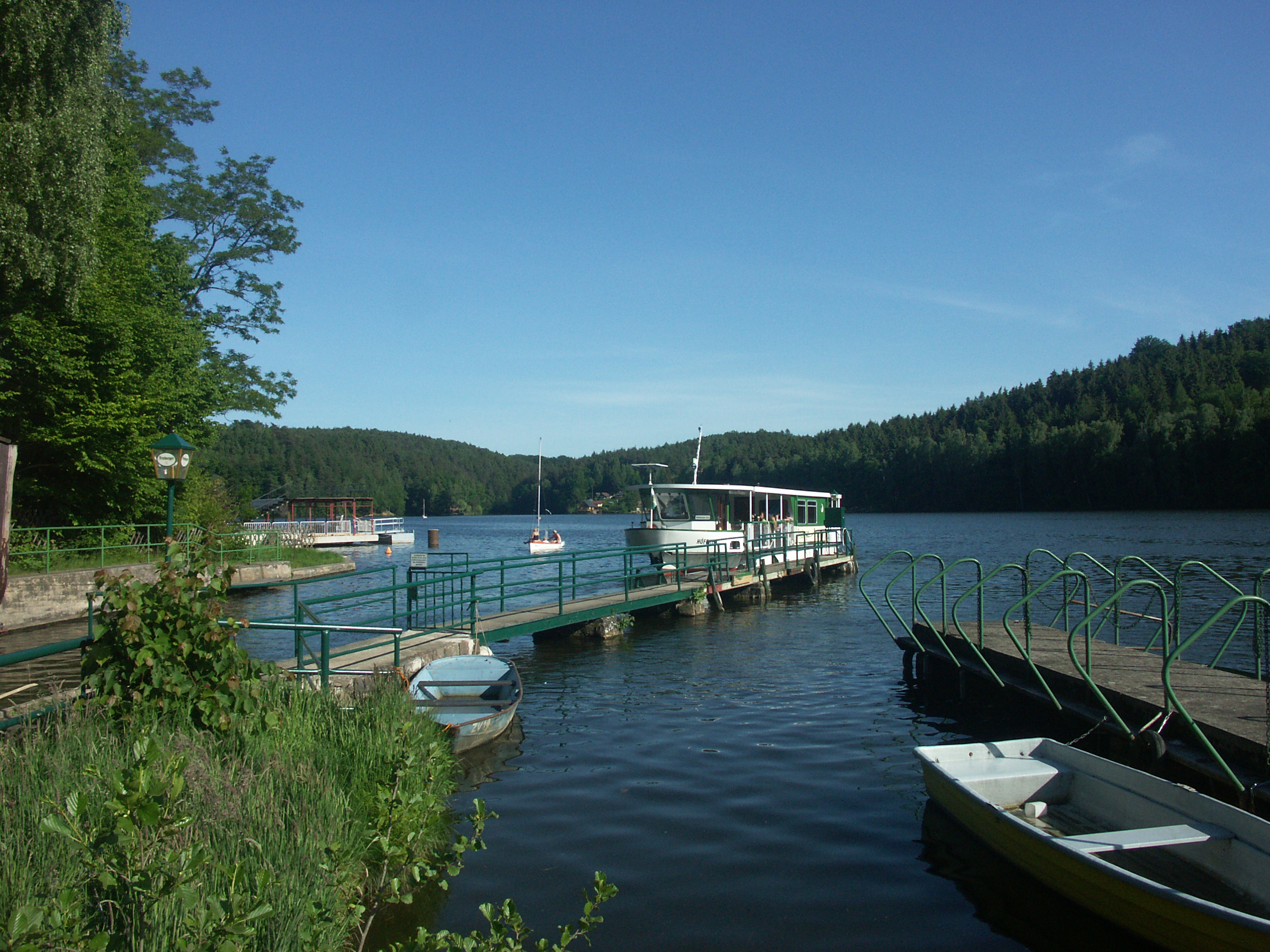
Talsperre Kriebstein

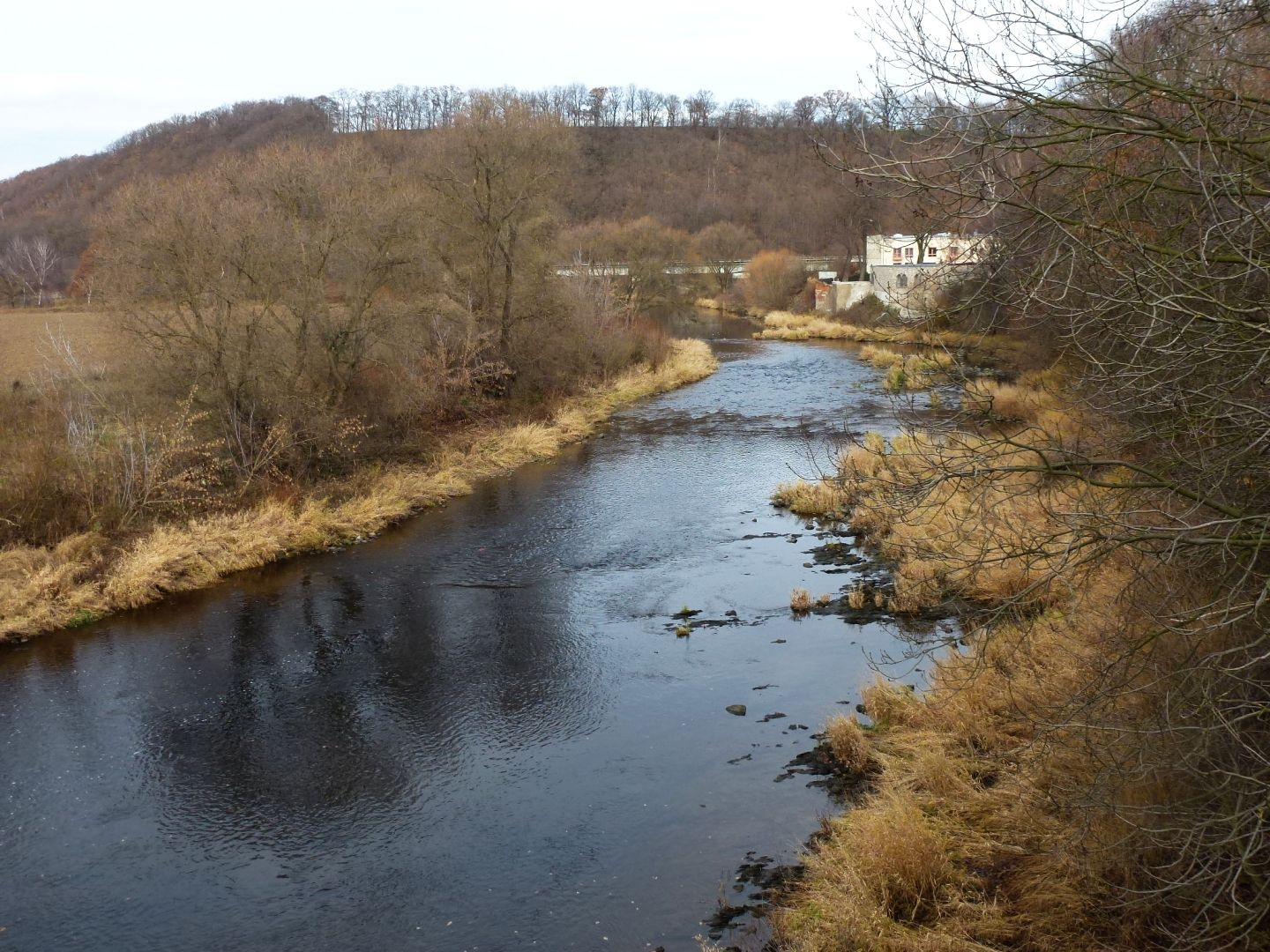
Mündung bei Schweta

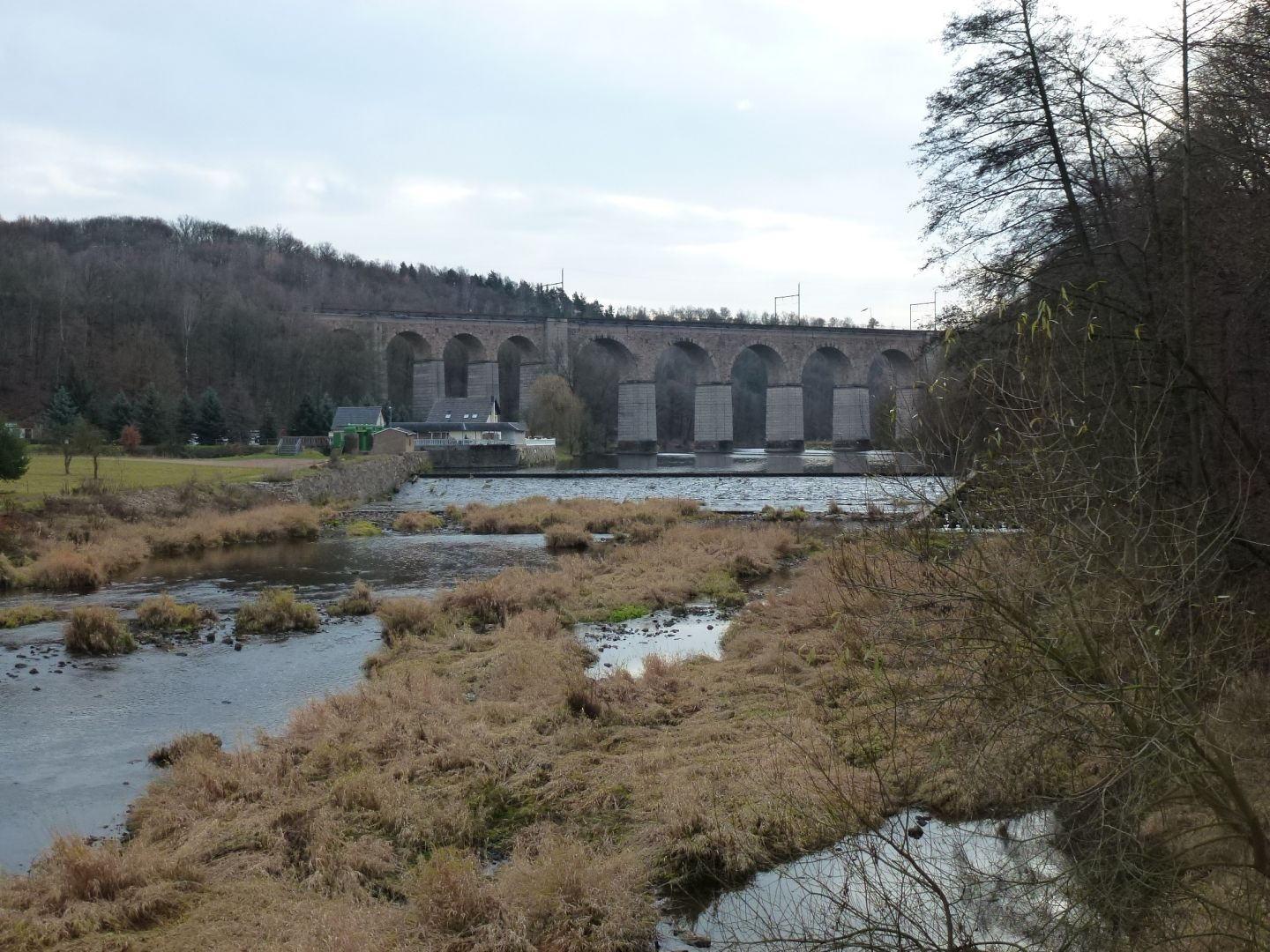
Viadukt Limmritz

Die Zschopau entspringt im mittleren Erzgebirge am Nordhang des Fichtelberges in einer Höhe von 1.070 m  und verläuft zunächst parallel zur Großen Mittweida in nördlicher Richtung. Die Zschopau bildet die Grenze zwischen dem westlich gelegenen Forstrevier Crottendorf und den östlichen Revieren Oberwiesenthal und Neudorf. Nach Verlassen des Waldgebietes am Fichtelberg passiert sie das Waldhufendorf Crottendorf mit dem Ortsteil Walthersdorf. Zwischen beiden Orten verlief einst die Bahnstrecke Walthersdorf–Crottendorf entlang der Zschopau.
In der Stadt Schlettau mündet die Rote Pfütze ein. Sie fließt dann durch die Orte Tannenberg, Wiesa und Thermalbad Wiesenbad. Dann nimmt die Zschopau das Wasser des Pöhlbaches auf. Kurz vor Wolkenstein kommt das Wasser der Preßnitz dazu.
An ihrem weiteren Lauf liegen die Städte Wolkenstein, Zschopau, Flöha, Frankenberg/Sa. und Mittweida. Zwischen Scharfenstein und Zschopau mündet der größte linke Nebenfluss, die Wilisch, in der Streusiedlung Wilischthal in den Fluss.
Das windungsreiche, zunehmend enge und felsige Zschopautal wird von der bautechnisch interessanten Bahnstrecke Annaberg-Buchholz unt Bf–Flöha begleitet.
In Flöha, nördlich des die Tallandschaft beherrschenden Jagdschlosses Augustusburg, fließt ihr der gleichnamige größte Nebenfluss zu. Die Flöha übertrifft die Zschopau hier sogar etwas an Größe. Nördlich von Flöha liegt am rechten Flussufer der sagenumwobene Harrasfelsen. In diesem Abschnitt verlaufen auch einige Kilometer der Bahnstrecke Niederwiesa–Hainichen im Tal der Zschopau, bevor der Fluss die Städte Frankenberg und Mittweida passiert. In der Talsperre Kriebstein in der Talenge oberhalb der Burg Kriebstein wird die Zschopau gestaut. Sie fließt weiter durch die Stadt Waldheim, wo ihr die Bahnstrecke Chemnitz–Riesa folgt. Die Bahn führt auf dem sechs Kilometer langen Bankrottmeile genannten Abschnitt bis Limmritz über sechs Viadukte. Das Tal ist streckenweise eng und steil, so dass der Zschopautal-Radweg mit entsprechendem Abstand vorbei geleitet wird.
Schließlich mündet der Fluss beim Dorf Schweta westlich von Döbeln in die Freiberger Mulde.

## Zuflüsse
Von der Quelle zur Mündung. Auswahl.
- Kalkbergbach, von links in Crottendorf
- Braunelle, von rechts in Crottendorf
- Heidelbach, von links nach Crottendorf
- Rosenbach, von rechts in Walthersdorf
- Rote Pfütze, von links in Schlettau
- Geyerbach, von links in Tannenberg
- Greifenbach, von links am Ortsende von Tannenberg
- Sehma, von rechts vor Wiesa
- Pöhlbach, von rechts nach Wiesa
- Preßnitz von rechts
- Hambach, von links vor Wolkenstein
- Heidelbach, von links bei Wolkenstein-Floßplatz
- Hüttenbach, von rechts bei Wolkenstein-Warmbad
- Hüttenbach, von rechts
- Drechselbach, von rechts am Ortseingang von Hopfgarten
- Dorfbach, von links in Hopfgarten
- Großelbersdorfer Bach, von rechts nach Hopfgarten
- Holzbach, von rechts in Scharfenstein
- Brauerbach, von rechts in Scharfenstein
- Drebacher Bach oder Grundbach, von links nahe Grießbach
- Wilisch, von links bei Wilischthal
- Tischau, von rechts in Zschopau
- Hörkelbach, von links in Zschopau
- Gansbach, von rechts gegenüber Zschopau
- Krumhermersdorfer Bach, von rechts
- Truschbach, von links in Zschopauthal
- Staupoenbach, von rechts nach Witzschdorf
- Goldbach, von rechts in Hennersdorf
- Tiefer Graben, von links nach Hennersdorf
- Schwarzbach, von links in Kunnersdorf
- Schwarzbach, von rechts in Erdmannsdorf
- Kalter Bach, von links
- Schwarzbach, von links
- Hahnebach, von links gegenüber Flöha
- Mörnitzbach, von rechts in Flöha
- Struthbach, von links in Flöha
- Schweddeybach, von rechts in Flöha
- Flöha, von rechts in Flöha
- Aubach, von rechts
- Forstbach, von rechts
- Erlbach, von links
- Eubaer Bach, von links bei Niederwiesa
- Zapfenbach, von links
- Teufelsbach, von links
- Augenwasser, von links vor Lichtenwalde
- Angerbach, von links nach Lichtenwalde in einen Teilungsarm
- Frauenholzbach, von rechts
- Mühlbach, von rechts in Frankenberg in den Teilungsarm Mühlbach
- Holzbach, von links
- Merzdorfes Bach, von links kurz vor dem Rücklauf des Teilungsarms Mühlbach
- Lützelbach, von rechts
- Sachsenburger Bach, von rechts
- Kalkbach, von links nahe Biensdorf
- Ottendorfer Bach, von links
- Bleibach, von rechts
- Seifersbach, von rechts bei Dreiwerden
- Gottesaubach, von links nach Mittweida
- Auenbach, von rechts in Ringethal
- Hermsdorfer Bach, von rechts in Ringethal
- Lahmer Bach, von links
Hier beginnt etwa der Rückstaubereich der Talsperre Kriebstein
- Kiefernbergbach, von links nahe Lauenhain in die Talsperre
- Mittelbach, von rechts in die Talsperre
- Erlenbach, von rechts kurz vor der Staumauer der Talsperre
- Ehrenberger Dorfbach, von rechts vor Kriebethal
- Greifsbach, von rechts in Kriebethal
- Schweikershainer Bach, von links gegenüber Kriebethal
- Richzenhainer Bach, von links vor Waldheim
- Gebersbach, von rechts gegen Ortsende von Waldheim
- Richzenhainer Bach (?), von links nach Waldheim
- Steinaer Bach, von links bei Steina in den Teilungsarm Steinaer Mühlbach

## Burgenkette
Die Bedeutung des Flusses als historischer Transportweg, etwa für Holz, in Süd-Nord-Richtung und als strategisches Hindernis zwischen Ost und West, führte im Mittelalter zur Errichtung zahlreicher Burgen, die sich wie eine Kette entlang des Gewässers aufreihen. Saumpfade führten zwar zumeist entlang der Höhenrücken, um die zu bestimmten Jahreszeiten überschwemmten Flussufer zu meiden. An den Flussübergängen (Furten, später mit Fähren und Brücken, die häufig zugleich als Zollstation und Handelsplatz dienten) und an Wegekreuzungen entwickelten sich aber Burgen, Dörfer und Klöster. In Stromrichtung von Süd nach Nord sind dies:
- Schloss Wolkenstein
- Burg Scharfenstein
- Schloss Wildeck
- Schellenburg (ab 1567 ersetzt durch das  Jagdschloss Augustusburg)
- Schloss Lichtenwalde
- Sachsenburg
- Burg Zschöppichen (1579 ersetzt durch Schloss Neusorge)
- Burg Ringethal
- Burg Kriebstein
- Burg Waldheim

Nach der Mündung in die Freiberger Mulde setzt sich die Kette in Ost-West-Richtung fort:
- Burg Mildenstein in Leisnig
- Herrenhof Marschwitz
- Schloss Podelwitz

Vom Zusammenfluss mit der Zwickauer Mulde an, die von einer vergleichbaren Burgenkette begleitet ist, setzt sich die Kette entlang der Mulde, nun wieder in Süd-Nord-Richtung, bis zur Mündung in die Elbe bei der Burg Roßlau fort.

## Trivia
Am 13. September 1976 kam es zu einer der bis dahin schwersten Gewässerverunreinigungen in der Geschichte der DDR. Durch einen menschlichen Fehler flossen etwa 15.000 Liter hochgiftige Kupferelektrolytflüssigkeit (in Wasser gelöstes Kupfer(I)-cyanid) aus einem Entgiftungsbecken des galvanischen Betriebsbereichs des VEB Motorradwerk Zschopau ungeklärt in die Zschopau. Die Folgen waren ein massives Fischsterben und darüber hinaus musste infolge mehrerer Versäumnisse (Unterschätzung der Gefahrenlage) zeitweise die Trinkwasserversorgung im Einzugsbereich der Zschopau bis einschließlich der Talsperre Kriebstein eingestellt werden. Am 24. September des Jahres erreichte die Schadstoffwelle – inzwischen in der Vereinigten Mulde – mit nun geringer Kupfer(I)-cyanid-Konzentration den Kreis Eilenburg.